# Capalonga
Capalonga è una municipalità di quarta classe delle Filippine, situata nella Provincia di Camarines Norte, nella Regione del Bicol.
Capalonga è formata da 22 baranggay:
- Alayao
- Binawangan
- Calabaca
- Camagsaan
- Catabaguangan
- Catioan
- Del Pilar
- Itok
- Lucbanan
- Mabini
- Mactang

- Mataque
- Old Camp
- Poblacion
- Magsaysay
- San Antonio
- San Isidro
- San Roque
- Tanawan
- Ubang
- Villa Aurora
- Villa Belen